# 聖巴巴拉 (桑坦德省)

聖巴巴拉（西班牙語：Santa Bárbara），是哥倫比亞的城鎮，位於該國東北部桑坦德省，距離布卡拉曼加53公里，始建於1831年12月4日，面積186平方公里，海拔高度1,900米，2005年人口2,271，人口密度每平方公里12.21人。
6°59′25″N 72°54′24″W / 6.99028°N 72.90667°W